# Jodorowsky's Dune
Jodorowsky's Dune és una pel·lícula documental franco-estatunidenca del 2013 dirigida per Frank Pavich. La pel·lícula explora l’intent infructuós del director de cinema de culte Alejandro Jodorowsky d'adaptar i filmar la novel·la de ciència-ficció de Frank Herbert de 1965 Dune a mitjans de la dècada de 1970.

## Antecedents
L'any 1971, la productora Apjac International (APJ) dirigida pel productor de cinema Arthur P. Jacobs va optar als drets al cinema de Dune. Tanmateix, Jacobs va morir el 1973 abans que es pogués desenvolupar una pel·lícula.
El desembre de 1974, un consorci francès liderat per Jean-Paul Gibon va comprar els drets de la pel·lícula a APJ, amb el director Alejandro Jodorowsky que l'havia de dirigir. Juntament amb el productor francès Michel Seydoux, Jodorowsky va procedir a apropar-se, entre d'altres, a Virgin Records amb els grups de rock progressiu Tangerine Dream, Gong i Mike Oldfield abans de decidir-se per Pink Floyd i Magma per a alguna de la música; els artistes H. R. Giger, Chris Foss i Jean Giraud pel disseny d'escenografia i personatges; Dan O'Bannon per als efectes especials; i Salvador Dalí, Orson Welles, Gloria Swanson, David Carradine, Mick Jagger, Udo Kier, Amanda Lear i altres per al repartiment. Jodorowsky pretenia que el seu fill Brontis, de 12 anys a l'inici de la preproducció, interpretés Paul Atreides.
Herbert va viatjar a Europa l'any 1976 per trobar que 2 milions de dòlars del pressupost de 9,5 milions de dòlars ja s'havien gastat en preproducció i que el guió de Jodorowsky donaria lloc a una pel·lícula de 14 hores ("Era la mida d'una agenda", recordaria Herbert més tard). Jodorowsky es va prendre llibertats creatives amb el material original, però Herbert va dir que ell i Jodorowsky tenien una relació amistosa. Després de dos anys i mig anys de desenvolupament, el projecte es va aturar finalment per raons financeres, ja que encara faltaven 5 milions de dòlars per arrodonir el pressupost total de 15 milions de dòlars.
Després que els drets cinematogràfics van caducar el 1982, van ser comprats pel productor italià Dino De Laurentiis, que finalment va estrenar la pel·lícula de 1984 Dune, dirigida per David Lynch.
El gener de 2023, Pavich va publicar un assaig a The New York Times sobre Jodorowsky's Dune que incloïa il·lustracions d'art d'intel·ligència artificial.
Només es van produir 20 còpies del gran llibre-pel·lícula (30x22x9 cm) amb només un grapat de còpies que se sap que en queden. En una subhasta l'any 2021 a Christie's a París, un dels llibres de pel·lícula es va vendre per un preu rècord mundial per un guió de 2,66 milions d'euros.

## Contingut
L'artista francès Jean "Moebius" Giraud va treballar amb Jodorowsky per crear un storyboard compost per 3.000 dibuixos que representaven tota la pel·lícula.
Salvador Dalí havia d'encarnar l'emperador i va afirmar que volia ser l'actor més ben pagat de la història de Hollywood. Va demanar 100.000 dòlars per hora per actuar a la pel·lícula. Jodorowsky va acceptar, però després va reduir les escenes de l'Emperador perquè Dalí no fos necessari durant més d'una hora amb la resta de les seves línies pronunciades per un semblant robòtic. Dalí va acceptar amb la condició que el semblant de plàstic fos donat al seu museu, i que el seu tron havia de ser un lavabo format per dos dofins creuats.
La negativa de Jodorowsky a comprometre el temps d'execució de Dune va ser una de les principals raons per les quals la pel·lícula no es va fer. Hollywood no volia que la durada de la pel·lícula superés les dues hores. Jodorowsky va pensar que entre 10 i 14 hores serien més adequades per a l'adaptació.
La pel·lícula assenyala que el guió de Jodorowsky, els extensos storyboards i l'art conceptual es van enviar a tots els estudis de cinema principals, i argumenta que aquests van influir i van inspirar les produccions cinematogràfiques posteriors, com ara Star Wars, Sèrie Alien, Flash Gordon, la sèrie Terminator i El cinquè element.En particular, l'equip reunit per Jodorowsky d'O'Bannon, Foss, Giger i Giraud va col·laborar a la pel·lícula de 1979 Alien.
"Va ser una gran empresa fer el guió", diu Jodorowsky a la pel·lícula. Parlant de la novel·la d'Herbert, diu: "És molt, és com Proust, la comparo amb la gran literatura".
Les conclusions documentals que els esforços de Jodorowsky no es van perdre, i que ell i Giraud van reciclar gran part dels seus conceptes per L'Incal, una sèrie de novel·les gràfiques que es van començar a publicar el 1980.

## Producció
El projecte es va anunciar oficialment el maig de 2011.El director Pavich va filmar una extensa sèrie d'entrevistes amb els principals actors implicats en l'adaptació fallida dels anys setanta, rodades a França, Suïssa, el Regne Unit i els Estats Units.

## Llançament
Jodorowsky's Dune fou estrenada a la Quinzena dels Cineastes del 66è Festival Internacional de Cinema de Canes al maig de 2013. Sony Pictures Classics va adquirir els drets de distribució nord-americans de la pel·lícula el juliol de 2013, i més tard va anunciar una data d'estrena al cinema el 7 de març de 2014. La pel·lícula es va estrenar en DVD i sota demanda el 8 de juliol de 2014.

## Recepció
La pel·lícula ha rebut elogis de la crítica. Variety la va anomenar una "pel·lícula de culte al·lucinant" i va dir que el director Pavich "succeeix amb una teoria convincent: que fins i tot en la seva forma morta, la pel·lícula va manifestar el tipus de [consciència] col·lectiva que Jodorowsky intentava col·locar a través de la seva trama, enganyant-se per influir en altres pel·lícules de ciència-ficció que la van seguir". The Hollywood Reporter va declarar que el "entretingut documental segueix el cas d’aquesta èpica exagerada com una obra mestra llegendària perduda". Entertainment Weekly va nomenar Jodorowsky's Dune com una de les 10 millors pel·lícules del 2014.
El lloc web d'agregació de ressenyes Rotten Tomatoes va donar a Jodorowsky's Dune una puntuació d'aprovació del 98% basada en les ressenyes de 121 crítics, amb una puntuació mitjana de 8/10. El consens del lloc afirma: "En part un homenatge reflexiu, en part un recordatori agredolç d'una oportunitat perduda, Jodorowsky's Dune ofereix una mirada fascinant a una llegenda de ciència-ficció perduda". Metacritic, que utilitza una mitjana ponderada, va assignar a la pel·lícula una puntuació de 79 sobre 100, basada en 31 crítics, indicant crítiques "generalment favorables".

### Reconeixements
| Premi                                                        | Data de la cerimònia   | Categoria                                        | Destinataris      | Resultat        |
| ------------------------------------------------------------ | ---------------------- | ------------------------------------------------ | ----------------- | --------------- |
| Associació Australiana de Crítics de Cinema                  | 9 de febrer de 2015    | Millor documental                                | Jodorowsky’s Dune | Guanyador       |
| Boston Society of Film Critics                               | 7 de desembre de 2014  | Millor documental                                | Jodorowsky’s Dune | Runner Up       |
| Chicago Film Critics Association                             | 7 de desembre de 2014  | Millor documental                                | Jodorowsky’s Dune | Nominat         |
| Cinema Eye Honors                                            | 8 de gener de 2014     | Elecció del públic                               | Jodorowsky’s Dune | Nominat         |
| Cinema Eye Honors                                            | 8 de gener de 2014     | Assoliment destacat en disseny gràfic o animació | Syd Garon         | Guanyador       |
| 20ns Premis de la Crítica Cinematogràfica                    | 15 de gener de 2015    | Millor documental                                | Jodorowsky’s Dune | Nominat         |
| Detroit Film Critics Society                                 | 15 de desembre de 2014 | Millor documental                                | Jodorowsky’s Dune | Nominat         |
| Fantastic Fest                                               | 24 de setembre de 2013 | Millor documental                                | Jodorowsky’s Dune | Guanyador       |
| Fantastic Fest                                               | 24 de setembre de 2013 | Premi del Públic                                 | Jodorowsky’s Dune | Guanyador       |
| Florida Film Critics Circle                                  | 19 de desembre de 2014 | Millor llargmetratge documental                  | Jodorowsky’s Dune | Nominat         |
| Houston Film Critics Society                                 | 10 de gener de 2015    | Millor llargmetratge documental                  | Jodorowsky’s Dune | Nominat         |
| Imagine Film Festival                                        | 19 d'abril de 2014     | Premi del públic Syfy Silver Scream              | Jodorowsky’s Dune | Guanyador       |
| National Board of Review                                     | 10 de gener de 2015    | Els 5 millors documentals                        | Jodorowsky’s Dune | Guanyador       |
| Night Visions Film Festival                                  | 6 de novembre de 2013  | Premi del Públic                                 | Jodorowsky's Dune | Guanyador       |
| Premis Satellite                                             | 15 de febrer de 2015   | Millor pel·lícula documental                     | Jodorowsky’s Dune | Nominat         |
| San Francisco Film Critics Circle                            | 14 de desembre de 2014 | Millor documental                                | Jodorowsky’s Dune | Nominat         |
| XLVI Festival Internacional de Cinema Fantàstic de Catalunya | 19 d’octubre de 2013   | Gran Premi del Públic                            | Jodorowsky’s Dune | Guanyador       |
| XLVI Festival Internacional de Cinema Fantàstic de Catalunya | 19 d’octubre de 2013   | Premi Especial del Jurat                         | Jodorowsky’s Dune | Menció especial |
| Utopiales                                                    | 6 de novembre de 2013  | Grand Prix                                       | Jodorowsky’s Dune | Guanyador       |
| Utopiales                                                    | 6 de novembre de 2013  | Grand Prix du Public                             | Jodorowsky’s Dune | Guanyador       |
| Washington D.C. Area Film Critics Association                | 8 de deembre de 2014   | Millor documental                                | Jodorowsky’s Dune | Nominat         |

### Llistes Top-ten
La pel·lícula va aparèixer a les llistes de cap d'any de diversos crítics.
- 2n – Alex Biese, Asbury Park Press[35]
- 2n – Wired Staff, Wired[36]
- 3r – Liam Lacey, The Globe and Mail[37]
- 5è – Neil Rosen, NY1[38]
- 5è – Mike Gencarelli, MediaMikes.com[39]
- 5è – Most Underrate – Angry Nerd, Wired[40]
- 6è – Richard Corliss, Time[41]
- 6è – TT Stern-Enzi, Cincinnati City Beat[42]
- 7è – Giovanni Fazio, The Japan Times[43]
- 7è – Steve Persall, Tampa Bay Times[44]
- 8è – Jeffrey M. Anderson, The San Francisco Examiner[45]
- 10è – Chris Nashawaty, Entertainment Weekly[46]
- 10è – Erik Henriksen, The Portland Mercury[47]
- 10è – Kirk Baird, The Blade[48]
- Menció honorífica – James Verniere, Boston Herald[49]
- Menció honorífica – John Beifuss, The Commercial Appeal[50]
- Menció honorífica – Kristian Lin, Fort Worth Weekly[51]
- Menció honorífica – Brian Miller, Seattle Weekly[52]
- Inclòs a Millors documentals – Ann Hornaday, Washington Post[53]
- Subcampió – A.O. Scott, The New York Times[54]